# 高木直子
高木直子（日语： Takagi Naoko，本名：高木 直子〈日文讀音相同〉，1974年3月26日—），出生於日本三重縣四日市市，日本的插畫家。美術系短大與設計專科學校畢業後，曾在名古屋市的設計公司上班至1998年上東京。上東京後的日子一邊打零工一邊努力完成插畫家的夢想，而其將這段歲月寫進《一個人上東京》與《一個人漂泊的日子》裡。在2003年以绘本作品《150cm Life》成名。O型血。

## 家庭及喜好
家庭有父母和一姐一弟。幼時已很喜歡繪畫，在國中時立志要當漫畫家。學生時代曾參加網球社。身材嬌小但很喜歡吃，也可以吃很多。喜歡的食物是生魚片（鮪魚[最愛］）、西瓜、優格、梅乾、飯糰。不太敢喝咖啡，但最近開始敢喝美式拿鐵，日常是到超市買食材自己煮食。可能受父親影響，很喜歡喝啤酒，也可以喝很多。喜歡泡浴。平日也會跑跑步，參加過不少馬拉松比賽。或是受祖父是木匠的影響，所以也喜歡自己動手製作家具。在《一個人住第幾年？》透露自己談了戀愛，憧憬婚姻。在《一個人做飯好好吃》表示已與男友結婚同居。於《一個人到處瘋慶典》中，表示2015年已於男友結婚。2017年2月20日，在部落格透露孩子出生。

## 作品
| 中文譯名                                         | 日文原名 | 發售日期 (日文) | 發售日期 (中文) |
| ------------------------------------------------ | -------- | --------------- | --------------- |
| 150cm Life 1                                     |          | 2003年2月28日   | 2004年7月1日    |
| 一個人住第5年                                    |          | 2003年8月1日    | 2005年1月1日    |
| 一個人泡澡: 在家輕鬆享受四季泡澡樂               |          | 2004年1月17日   | 2006年10月1日   |
| 一個人上東京                                     |          | 2004年6月15日   | 2005年5月28日   |
| 150cm Life 2                                     |          | 2004年12月17日  | 2006年1月26日   |
| 一個人的第一次                                   |          | 2005年5月31日   | 2006年6月1日    |
| 150cm Life 3                                     |          | 2006年1月13日   | 2007年3月26日   |
| 一個人去旅行：1年級生                            |          | 2006年12月1日   | 2007年10月1日   |
| 我的30分媽媽                                     |          | 2007年4月20日   | 2009年5月1日    |
| 一個人去旅行：2年級生                            |          | 2007年11月30日  | 2009年10月1日   |
| 我的30分媽媽 2                                   |          | 2008年3月14日   | 2010年5月30日   |
| 一個人漂泊的日子 1                               |          | 2008年5月29日   | 2008年11月1日   |
| 一個人吃太飽：高木直子的美味地圖                 |          | 2008年10月31日  | 2011年1月1日    |
| 一個人漂泊的日子 2                               |          | 2009年3月14日   | 2010年9月1日    |
| 一個人住第9年                                    |          | 2009年4月24日   | 2010年1月30日   |
| 一個人去跑步：馬拉松1年級生                      |          | 2009年10月2日   | 2011年5月1日    |
| 一個人暖呼呼：高木直子的鐵道溫泉秘境             |          | 2010年4月9日    | 2011年8月31日   |
| 一個人的每一天                                   |          | 2010年7月2日    | 2012年1月1日    |
| 一個人去跑步：馬拉松2年級生                      |          | 2010年11月19日  | 2012年5月1日    |
| 一個人和麻吉吃到飽：高木直子的美味關係           |          | 2011年7月15日   | 2013年1月1日    |
| 一個人的狗回憶：高木直子到處尋犬記               |          | 2012年10月27日  | 2013年7月1日    |
| 一個人邊跑邊吃：高木直子呷飽飽馬拉松之旅         |          | 2013年3月15日   | 2014年1月1日    |
| 日本女性在亞洲開花                               |          | 2013年5月17日   | 僅在日本發行    |
| 日本女性在亞洲開花 2                             |          | 2013年6月14日   | 僅在日本發行    |
| 一個人搞東搞西：高木直子閒不下來手作書           |          | 2013年9月20日   | 2014年7月1日    |
| 一個人出國到處跑：高木直子的海外歡樂馬拉松       |          | 2014年3月31日   | 2014年12月1日   |
| 一個人好想吃：高木直子念念不忘，吃飽萬歲！       |          | 2014年12月13日  | 2015年6月1日    |
| 一個人好孝順：高木直子帶著爸媽去旅行             |          | 2015年3月1日    | 2015年12月1日   |
| 一個人住第幾年?                                  |          | 2015年10月13日  | 2016年6月1日    |
| 一個人做飯好好吃                                 |          | 2016年2月2日    | 2016年12月1日   |
| 一個人到處瘋慶典：高木直子日本祭典萬萬歲         |          | 2016年11月11日  | 2017年6月1日    |
| 已經不是一個人：高木直子40脫單故事               |          | 2018年3月16日   | 2018年8月27日   |
| 媽媽的每一天：高木直子手忙腳亂日記               |          | 2020年2月14日   | 2020年5月1日    |
| 再來一碗：高木直子全家吃飽飽萬歲！               |          | 2020年11月24日  | 2021年5月1日    |
| 媽媽的每一天: 高木直子陪你一起慢慢長大           |          | 2021年9月30日   | 2022年5月1日    |
| 媽媽的每一天：高木直子東奔西跑的日子             |          | 2023年4月27日   | 2023年10月1日   |
| 便當實驗室開張：每天做給老公、女兒，偶爾也自己吃 |          | 2023年9月26日   | 2024年4月1日    |
| 體能UP1年級生：高木直子元氣滿滿大作戰            |          | 2024年2月1日    | 2024年10月1日   |
|                                                  |          |                 |                 |

## 其他作品
《內陸線大冒險》：高木直子的秋田縣圖文遊記。

## 出演
- アジアで花咲け!なでしこたち（日语：アジアで花咲け!なでしこたち）（2012年）

## 資料來源
1. ↑  . hokusoem.com.   [2021-04-17]. （原始内容存档于2023-05-06） （日语）.
2. ↑  《一個人上東京》
3. ↑  一個人做飯好好吃
4. ↑  . hokusoem.com.   [2017-03-29]. （原始内容存档于2017-03-30）.
5. ↑  中文簡體版名稱《一個人的美食之旅》
6. ↑  中文簡體版名稱《一個人的美食之旅：第2季》
7. ↑  中文簡體版名稱《一個人的美食跑跑跑：第一彈》
8. 1 2  暫譯
9. ↑  中文簡體版名稱《一個人的美食跑跑跑：第二彈》
10. ↑  高木直子. . 《秋田趴趴走》第五號. 2010-02  [2011-12-09]. （原始内容存档于2012-09-05）.
11. ↑  本篇是《一个人暖呼呼》的一部分

## 外部連結
- 高木直子官方網站：台灣代理出版社設高木直子作品網站（繁體中文）
- http://hokusoem.com/ （页面存档备份，存于）：高木直子個人網站（日語）
- :愛しのローカルごはん旅 もう一杯！    発売日 	2011年7月15日